# 金文起
金文起(김문기、1399年 - 1456年)は朝鮮の文臣。初名は孝起、汝恭、号は白村、馬巖。本貫は金寧金氏忠義公派、三忠臣の一人。端宗に忠義を尽くしたが、南孝温の《秋江集》六臣伝の六臣には入っていない。
現在、ソウル特別市銅雀区の鷺梁津死六臣公園に家廟が設置されている。

## 生涯
父の金観(領議政追贈)の喪に服すため、3年間官職を与えられなかった。以後芸文館検閲、司諫院左献納、咸吉道都鎮撫、兼知刑曹事、兵曹参議、刑曹参判などを歴任した。初めの名前は孝起だったが、舅の名が孝貞のため、文起に直した。息子金玄錫は寧越郡守で、在職中文起と共に殉節した。
1455年、世祖が王位を簒奪すると、隠密に端宗復位運動を推進した。しかし、途中で金礩、鄭昌孫の裏切りで計画が露呈すると、 成三問、朴彭年、河緯地、李塏らは逮捕され、柳誠源は自決した。金文起は酷い拷問にも耐えて、忠節を曲げず、軍器監の前で凌遅処斬にあった。

## 叙勲と祭享
1731年に子孫キム・ジョングの請願で服官となり、1778年には忠毅という諡号が下賜された。1791年に御定配食で閔伸・趙克寛と共に三重臣に選定された。金の島継序院と死六臣公園の義絶社などに祭享された。
また京畿道安山市檀園区に建立された五旌閣(京畿道文化財資料第7号)には忠臣、親孝行、烈女などを称えるため、町内に旋門を建てている。金文起と息子玄錫の忠臣精励閣、孫忠州、曽孫景南、玄孫約前の親孝行精励閣など5代にわたった忠孝精励閣がある。  

## 論難
端宗復位運動に加り、切開忠義を守って死した6人を節義の死六臣と言う。死六臣という言葉は生六臣南孝温の著書《秋江集》の六臣伝により、世の中に流布した。六臣伝には成三問、朴彭年、李塏、河緯地、柳誠源、兪応孚のみ登場する。(六臣伝の死六臣は世祖実録記事と배치される。宣祖実録で宣祖は六臣伝を망서で規定した)
1455年に世祖が即位すると、差使員と力を合わせて遺示(官職を捨てて空席になった上官の残した指示)を最後まで奉じ、穏城の邑城を建造する工事に功績があり、同年、工曹判書に任命されたということが後に議論を巻き起こした。
世祖実録で1456年、成三問・朴彭年らが主導した端宗復位計画が露見し、皆が誅殺される時、金文起も連座し、処刑されたということは確かな事実あるのにかかわらず、金文起を死六臣に含めるか否かで議論を巻き起こした。1977年7月の国史編纂委員会では、死六臣問題を糾明する特別委員会を設け、何回も論議した。最終的には“金文起を死六臣の一人として顯彰することが当然である。”という決議がを満場一致で採択されて鷺梁津死六臣墓に金文起の家廟を建設することになった。 しかし、この問題について学者の間に賛否両論が起ったし新聞上に論説が載り、議論を巻き起こした。
2008年12月18日ぶ国史編纂委員会は1982年11月11日の申合せ事項通りに、従来通り、死六臣は成三問、朴彭年、李塏、河緯地、柳誠源、兪応孚の6人であると定義した。

## 家族
- 父 : 金観
  - 妻 : 善山金氏
    - 息子 : 金玄錫
      - 孫 : 金忠柱

## 著書
- 《白村遺事》 (端宗復位運動に参加してから処刑されるまでの金文起の遺事を集めて編纂した本)
- 《白村先生文集》 (金文起の詩文集で、1928年に子孫金淵錫などが刊行)

## 주석
この記述には、ダウムからGFDLまたはCC BY-SA 3.0で公開される百科事典『グローバル世界大百科事典』をもとに作成した内容が含まれています。
1. 1 2 3 4  한국민족문화대백과(한국학중앙연구원 출판) 참조
2. ↑   『백촌 김문기 연구』(이촌 김진우 헌법재판관 화갑기념 논총간행위원회 편집, 1994년 동방도서 출판) 참조
3. ↑  初刊本は1577年に外曽孫兪泓によって5冊4本で刊行された。
4. ↑  . http://news.kukinews.com/article/view.asp?page=1&gCode=kmi&arcid=0007347703&cp=nv
5. ↑  현창회で死六臣に対する問題を申し立てて 1977年 7月国史編纂委員会では収拾次元で‘朝鮮王朝実録世祖実録’に記録されている金文起の功績も認めなければならないと判示したし当時死六臣とともに処刑された白村金文起を死六臣に含ませるという決断を出した。 これを置いて‘선양회’という団体の一部死六臣子孫は‘金寧金氏’で金文起の子孫である金載圭中央情報部長が国史編纂委員会に圧力を行使したことであると主張して葛藤は増幅されたしとうとう 2011年 현창회と 선양회 物理的衝突が生じてソウル中央地方法院では ‘祭祀妨害罪’に略式起訴したりした。 以後 선양회側は“が公式団体であることを認めて、主観する公式祭祀も認める”と言いながらも “私たちも個別的に死六臣を称える権利がある”と明らかにして現在金文起子孫中心の 현창회と死六臣子孫中心の 선양회が意見を異にしている。
6. ↑  어정쩡한 사육신 논쟁 마무리, 동아일보, 1982년 11월 15일